# Eusandalum compressiscapus
Eusandalum compressiscapus är en stekelart som först beskrevs av Girault 1915.  Eusandalum compressiscapus ingår i släktet Eusandalum och familjen hoppglanssteklar. Inga underarter finns listade i Catalogue of Life.